# Woking
Woking (IPA: ˈwoʊkɪŋ) város az Egyesült Királyságban, Angliában, Surrey megye nyugati részében. A várost sokan még a londoni agglomerációhoz sorolják. 

## Földrajz
London belvárosától 37 km-re nyugatra helyezkedik el. Szomszédos városok Guildford, West Byfleet és Byfleet.

## Története
Az első írásos emlék a városról a 8. századból származik. Ekkor még Wocchingasnak nevezték a várost, ami egy családnévből származik. Itt alakult az ismert pop formáció, a Spice Girls és itt épült Anglia első krematóriuma is, továbbá itt található a McLaren sportautógyártó cég főhadiszállása is. A Világok harca című könyvből készült filmet a városban forgatták, ennek emlékére a film egyik marslakójának szobra is áll a belvárosban.

## Városrészek
Nagyobb városrészei: Knaphill, Horsell, Goldsworth Park, Pyrford, Sheerwater, Westfield és St.John's. 
Néhány környező falut is már a városhoz sorolnak területileg mint például Old Woking, Wey, Mayford, Sutton Green, Bisley. 

## Képek

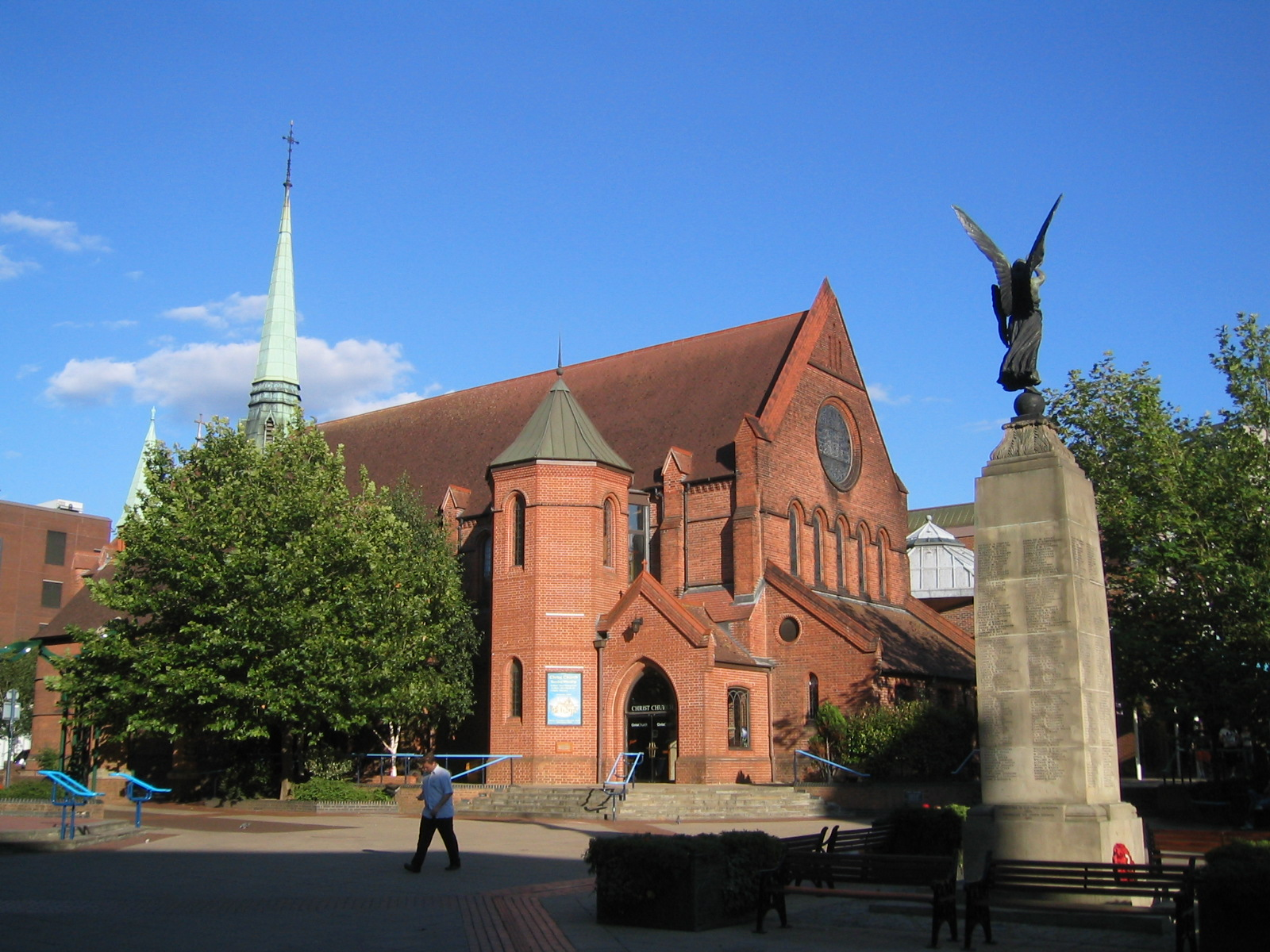
Town Square
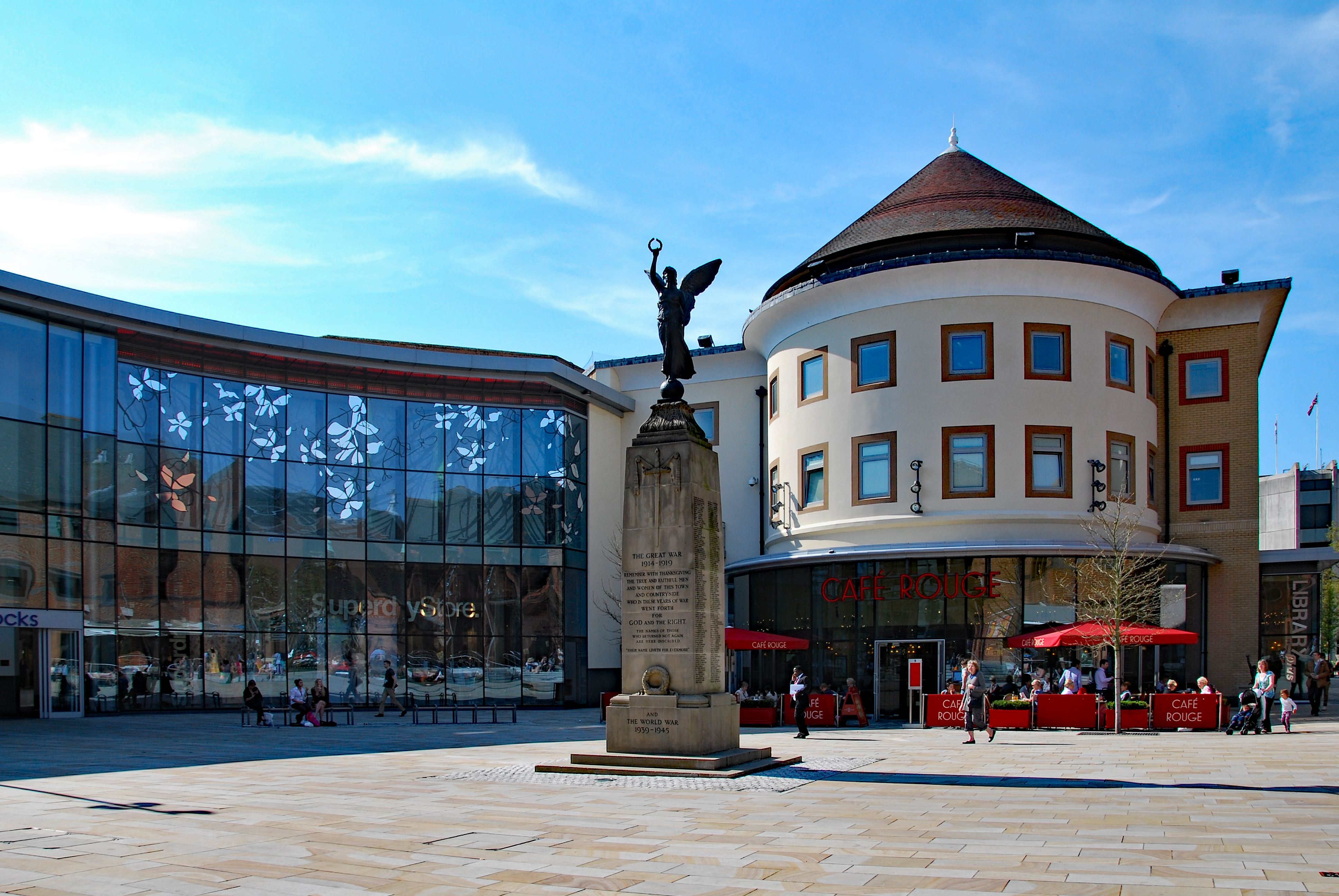
Nagy Háborús emlékmű
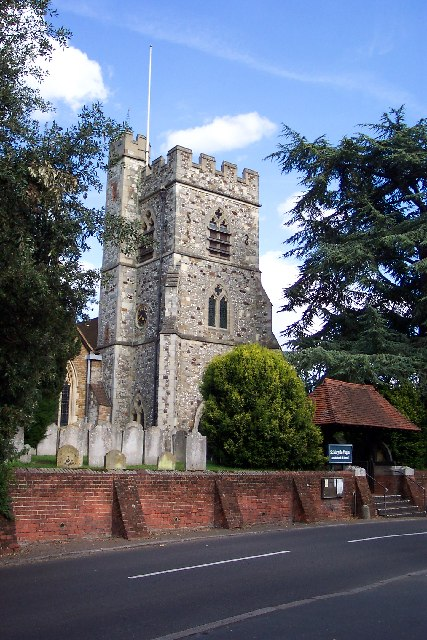
Mária-templom, Horsell